# Kirche Damnatz

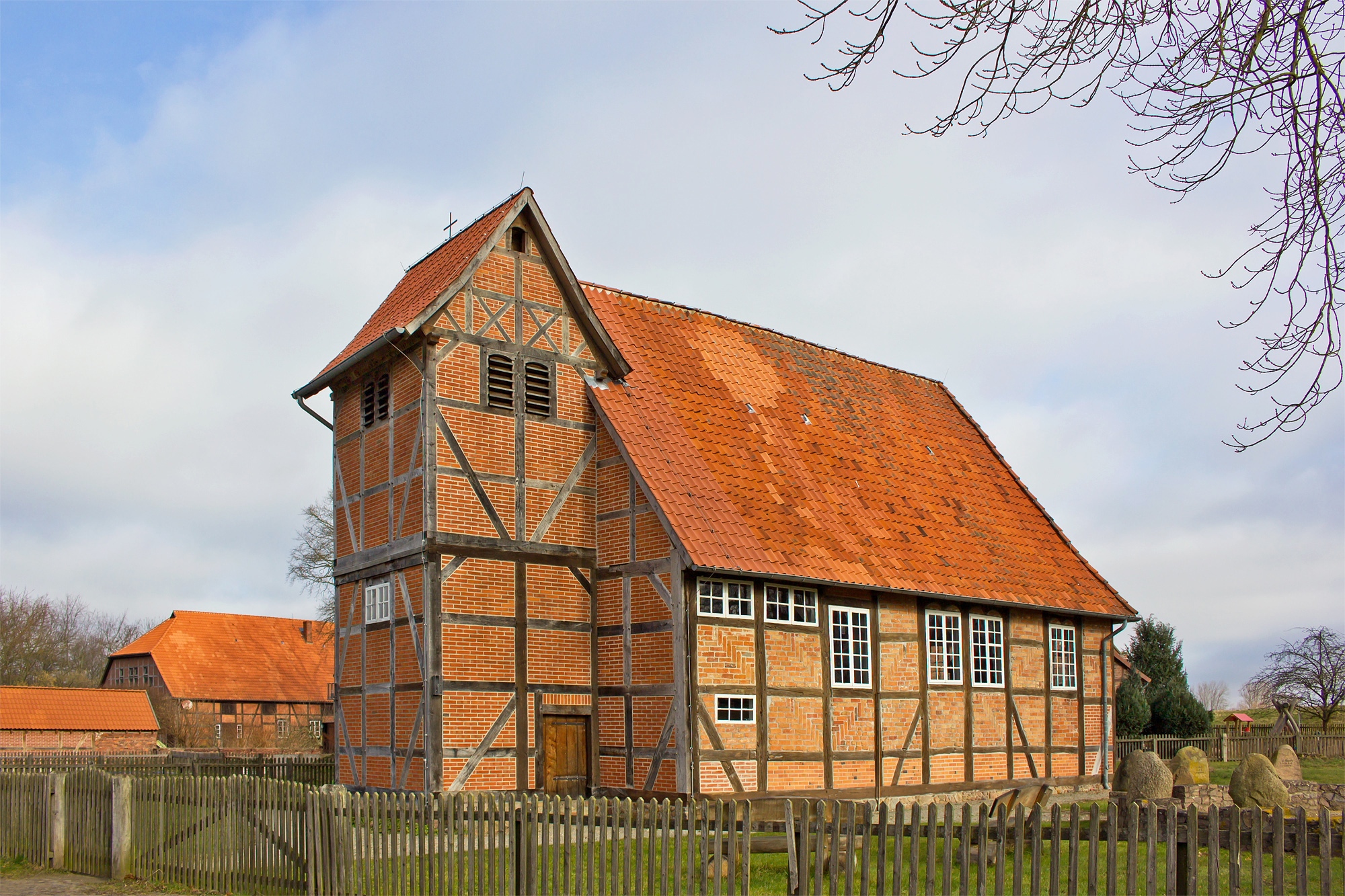
Kirche Damnatz

Die evangelisch-lutherische denkmalgeschützte Kirche steht in Damnatz, einer Gemeinde im Landkreis Lüchow-Dannenberg in Niedersachsen. Die Kirchengemeinde gehört zum Kirchenkreis Lüchow-Dannenberg im Sprengel Lüneburg der Evangelisch-lutherischen Landeskirche Hannovers.

## Beschreibung
Eine Kirche wurde zuerst 1385 schriftlich überliefert. Die 1617 anstelle des Vorgängerbaus errichtete schlichte, rechteckige Fachwerkkirche wurde im Dreißigjährigen Krieg mehrfach geplündert, blieb im Übrigen aber unzerstört. Das Holzfachwerk ist mit Backsteinen ausgefacht. Die Saalkirche hat im Osten einen polygonalen Abschluss. Der querrechteckige Kirchturm, in ihm hängt eine 1664 gegossene Kirchenglocke, wurde dem Kirchenschiff erst 1813 vorgesetzt. Kirchenschiff und Kirchturm sind mit Satteldächern bedeckt. 
Der mit einer Holzbalkendecke überspannte Innenraum hat Emporen an der Nord- und der Westseite. Die Kirchenausstattung wurde im 17. Jahrhundert einheitlich gestaltet. Das Altarretabel zeigt ein Gemälde  Christus als ewiges Leben. An der Kanzel sind die vier Evangelisten dargestellt. Beide stammen aus der Zeit des Wiederaufbaus nach dem Dreißigjährigen Krieg. Das Taufbecken steht an einem Pfeiler der Altarschranke. Eine Orgel mit fünf Registern, einem Manual und einem angehängten Pedal wurde 1913 von P. Furtwängler & Hammer hinter einem klassizistischen Prospekt gebaut. Sie wurde 1988 restauriert.